# Anomalocornis
Anomalocornis is een geslacht van wantsen uit de familie van de Miridae (Blindwantsen). Het geslacht werd voor het eerst wetenschappelijk beschreven door Carvalho & Wygodzinsky in 1945.

## Soorten
Het genus bevat de volgende soorten:

- Anomalocornis ariasi Carvalho, 1982
- Anomalocornis coutuerieri Carvalho & Costa, 1993
- Anomalocornis couturieri Carvalho & Costa, 1993
- Anomalocornis geijskesi Carvalho & Wygodzinsky, 1945
- Anomalocornis gentyi Costa & Couturier, 2012
- Anomalocornis peyreti Couturier & Costa, 2002
- Anomalocornis rondoniensis Carvalho, 1984
- Anomalocornis tucuruiensis Carvalho, 1984